# Ménétréol-sur-Sauldre
Ménétréol-sur-Sauldre – miejscowość i gmina we Francji, w Regionie Centralnym, w departamencie Cher.
Według danych na rok 1990 gminę zamieszkiwało 229 osób, a gęstość zaludnienia wynosiła 5 osób/km² (wśród 1842 gmin Regionu Centralnego Ménétréol-sur-Sauldre plasuje się na 911. miejscu pod względem liczby ludności, natomiast pod względem powierzchni na miejscu 118.).